# シメオン (ヤコブの子)

ポルトガル語のスケッチ、シメオンの名が書かれている

シメオンは、創世記によるとヤコブとレアの第2子であり、イスラエルの十二支族のうちシメオン族の祖とされる人物である。しかし、一部の聖書学者はこれをポストディクション、すなわちイスラエル連合の各部族の関連性の起源を提供するためのエポニム、メタファーであるとして見ている。聖書学者は、シメオン族は初期のイスラエル連合の一部であると聖書の著者に信じられていたと主張している。しかしながら、そのシメオン族は旧約聖書の一部には書かれておらず（例えば、申命記第31章におけるモーセが死ぬ前にイスラエルの人々を祝福した言葉では、イスラエルの各部族に対してそれぞれ祝福の言葉がかけられるが、シメオンの名前は出てこない）、本文批評学者は例えばデボラの歌のように最も古いものであると主張し、また、一部の学者はシメオンがはじめは個別の部族とは考えられていなかったと主張している。

## 名称
トーラーのテキストでは、シメオンの名前は、レアがヤコブに（ラケルほど好かれていないという意味において）嫌われているのを神が耳にしたために神が授けてくれた子であるとのレアの確信により付けられた。ヘブライ語で「彼は私の苦労を耳にした」という意味の言葉である「shama on」の語源ともなっており、トーラーがテオフォリックネーム (en)を与えたイシュマエル（神があなたの苦しみを聞いた）と類似した語源である。これは、シメオン族が当初イシュマエル族のグループであった可能性を示唆している。古典的なラビ文献において、この言葉は時々「神の言葉を聞くもの」を意味すると解釈される。そしてそれは「罪」という意味である「sham 'in」に由来していると考えられる。それはシメオン族の司であるジムリがミデヤン人の女性と交わった事への預言的な言及であることを示している（ラビの教義では他民族との交配は罪深いことであると考えられている）。

## シケムでのシメオン

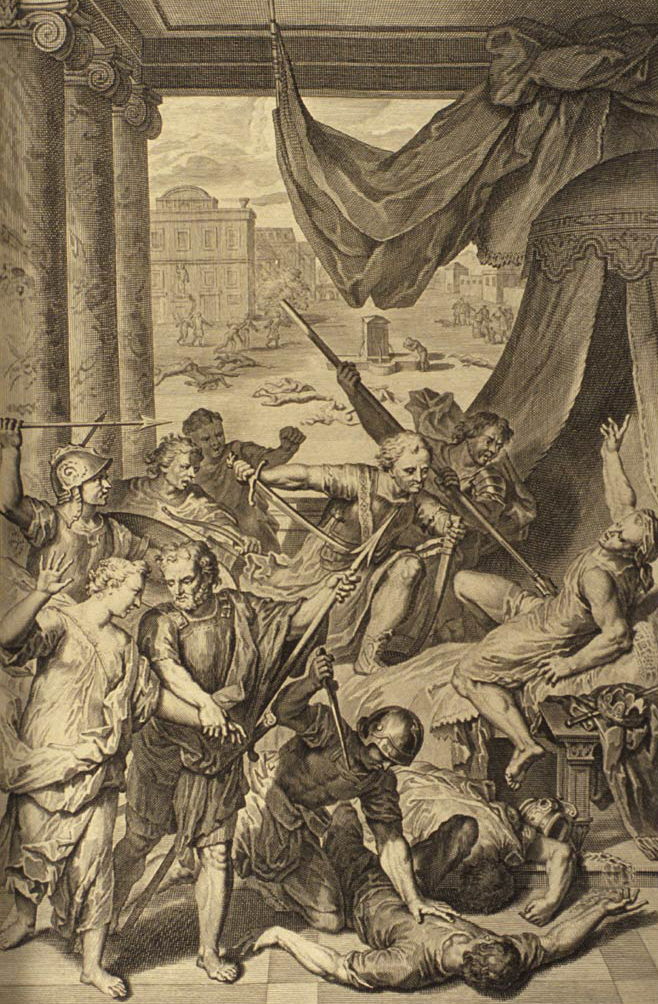
シェケムでのシメオンとレビによる虐殺

トーラーによると、シケムという名のカナン人によってシメオンの妹のディナが強姦された（他のバージョンでは単に誘惑された）際、シメオンと彼の兄弟のレビは町の住人を騙して割礼させ、割礼の傷で弱っている間に町の男性全員を剣で殺害するという激しい報復を行った。後にヤコブの祝福 (en)において、以下のようにヤコブは厳しくシメオンとレビを批難した。
シメオンとレビとは兄弟。彼らのつるぎは暴虐の武器。わが魂よ、彼らの会議に臨むな。わが栄えよ、彼らのつどいに連なるな。彼らは怒りに任せて人を殺し、ほしいままに雄牛の足の筋を切った。彼らの怒りは、激しいゆえにのろわれ、彼らの憤りは、はなはだしいゆえにのろわれる。わたしは彼らをヤコブのうちに分け、イスラエルのうちに散らそう。—日本聖書協会、『聖書 口語』（1955年）
一部の聖書学者は、ディナの強姦の記述は原因論的な神話であり、シケムの聖地の存在を正当化するためにヤハウィストによって作られたと考えている。シケムの聖地に関してエロヒストの記述では、単純にヤコブが土地を購入したとされている。ヤハウィストの記述は聖地に対する覆い隠された軽視だと見られている。聖書学者はシメオンの報復とヤコブの祝福における罰は、紀元前900年から700年の聖書の著者が生きた時代に、なぜシメオン族の存在が衰えていたのかを説明するように設計された、原因論的なポストディクションであると見ている。ミドラーシュの一つであるセーフェル・ハイ＝ヤーシャール (en)では、割礼をする必要があると言ってシケムの父ハモルを騙したのはシメオンであるとし、続いて、シメオンがわずか13歳にもかかわらず非常に強く、兄弟のレビの協力を受けつつも独力でシケムの町の男性全てを虐殺することができ、85人の若い女性を捕らえ、ボナという名の女性と結婚したと主張している。

## ヨセフとの関係
古典的なラビ文献においては、シメオンは非常に怖いもの知らずであるが著しく妬み深く、そしてヤコブのお気に入りであるヨセフに対しては常に敵対的で悪意を抱いていたとされる。セーフェル・ハイ＝ヤーシャールでは、創世記第37章でヨセフが羊を飼っている兄弟たちの後を追ってドタンの町に来た際に、ヨセフを殺さなければならないと主張したのはシメオンであるとしている。また、他の古典的なラビ文献では、シメオンはヨセフを荒野の穴に落とし、ユダがヨセフを殺さずにイシュマエル人の商隊に売ったと分かった際に激怒したとしている。古典的なラビ文献によれば、シメオンはこの残忍さに対する神の罰によって右手が萎えて苦しんだが、彼が後悔したため手は1週間後に回復したとされる。
聖書のヨセフの物語において、ヨセフがエジプトでパロに重用されエジプト全国の司となり、そのヨセフの前に飢餓で苦しんだ彼の兄弟が穀物を求めてあらわれた際、ヨセフは兄弟たちにベニヤミンを連れてくるように頼み、兄弟たちがベニヤミンを連れて帰ってくることを確実にするためにシメオンを人質に取った。古典的なラビ文献によると、シメオンをレビから離さなければ、かつてシケムの町を破壊したように、シメオンとレビが一緒になってエジプトを破壊するかもしれないと考えたので、シメオンを人質に選んだとしている。他の理由として、ヨセフに対する裏切りで顕著な役割をしたためにヨセフはシメオンを選んだとされる。セーフェル・ハイ＝ヤーシャールでは、シメオンは人質になろうとしなかったので、ヨセフは力ずくで捕らえるために70人の屈強なエジプト人を送ったが、非常に力強い声で単純に叫んだだけでエジプト人を遠ざけたとされる。このとき、シメオンは結局マナセによって取り押さえられて投獄されたとされる。一方で「シメオンの遺書」 (en)においては、シメオンは自身が投獄されてヨセフの虐待を受けることを当然だと認め、喜んで投獄されたとしている。
ラビ文献の多くは、シメオンは彼の兄であるルベンが死ぬ3年前に120歳で死んだと主張しているが、一方でバミドバル・ラバー (en:Numbers Rabbah)では、ルベンの死後シメオンが兄弟の長子となったとしている。

## 妻子
ヨベル書によると、シメオンはテベトの21の日に生まれ、創世記によると彼には6人の息子がいた。それぞれ、エムエル、ヤミン、オハデ、ヤキン、ゾハル、シャウルという名であり、その内シャウルのみ異母兄弟であり母親はカナンの女とされている。いくつかの古典的なラビ文献では、シャウル以外の子供たちの母親（すなわちシメオンの妻）はシケムで捕らえられた女性の内の1人であるボナだと主張しており、他の古典的なラビ文献では、シメオンの妻はシケムの事件の発端となった彼の妹であるディナだと主張した。